# Тамара Прес
Тамара Натановна Прес (на украински: Тамара Натанівна Пресс; 10 май 1937 г., Харков, СССР – 26 април 2021 г., Москва, Русия) е съветска дискохвъргачка и гюлетласкачка, трикратна олимпийска шампионка, световна рекордьорка. Заслужил майстор на спорта на СССР (1960). Многократна шампионка на Европа (3 пъти в периода 1958 – 1962 г.) и на СССР (16 пъти от 1958 до 1966 г.).
Наградена е с ордените „Ленин“, „Почетен знак“, „Дружба“, орден на Агенция за сигурност „Алфа“.

## Биография
Тамара, а след това и по-малката ѝ сестра Ирина, започват да практикуват лека атлетика в Самарканд, където са евакуирани с родителите си Циля Владимировна Шерман (1916 – ?), касиерка, и Натан Исаакович Прес (1911 – 1942, родом от Луганск), от Харков в началото на войната. При пристигането си в Узбекистан баща ѝ е призован в армията и умира на фронта на 3 август 1942 г. близо до село Ханино, Калининска област.
Тамара е високо момиче с ясно изразени атлетически данни, което скоро е забелязано от известния треньор по лека атлетика Владимир Пантелеймонович Бесекерни. Под негово ръководство Тамара става шампион на Узбекистан по хвърляне на диск. Осъзнавайки обаче, че по-нататъшното ѝ усъвършенстване ще изисква по-различни условия, отколкото има в Самарканд, Бесекерни пише писмо до Виктор Алексеев с молба да поеме покровителство над младата спортистка. Първите сериозни успехи на Тамара идват през 1958 г., когато тя печели шампионата на СССР както на хвърляне на диск, така и на тласкане на гюле, печели европейското първенство по хвърляне на диск с резултат 53,32 м. По-късно тя актуализира световните рекорди 11 пъти, подобрявайки за 10 години постиженията си: в хвърляне на диск от 53,32 м на 59,70 м и в тласкането на гюле от 17,25 м на 19,59 м.
През 1960 г. на Олимпийските игри в Рим тя за първи път става олимпийска шампионка в тласкането на гюле с резултат 17,32 м. През 1964 г. Тамара отива в Япония като фаворит, и при петия опит (с резултат от 57,27 м) тя успява да грабне победата над германската съперничка Ингрид Лоц, изпреварвайки я с 6 сантиметра. Също толкова упорита борба се развива в битката за златото и в тласкането на гюле между Прес и друга представителка на ГДР, Ренате Гариш-Кулмбергер. Тамара успява да победи съперничката си, поставяйки нов олимпийски рекорд – 18,14 м.
Завършва Ленинградския строителен институт (1962) и Висшето партийно училище при Централния комитет на КПСС (1967). Член на КПСС от 1962 г. След края на спортната си кариера Тамара Прес се занимава с треньорска и научна работа. През 1974 г. тя става кандидат на педагогическите науки. След това работи във Всесъюзния централен съвет на профсъюзите, избрана е за заместник-председател на руския съвет на Всесъюзното доброволно общество за физическа култура и спорт на профсъюзите. Заместник-председател на спортното дружество на профсъюзите „Русия“.
Пише няколко книги, включително „Работническото общежитие: опитът в образователната работа“ (Москва: Профиздат, 1971), „Ефективността на икономическите знания – важно средство за повишаване на производителността на труда в строителството“ (Москва: Стройиздат, 1975), „Цената на победата“ (Москва: Молодая гвардия, 1977), „Това не е лесна атлетика“ (Москва: Знания, 1982), „Културно-спортен комплекс“ (Москва: Профиздат, 1985).
Живее с майка си в Москва на Университетски проспект, дом номер 6.